# Two-Mix
TWO-MIX fue un dúo de J-pop fundado en 1995 por Minami Takayama y Shiina Nagano. Desde 1999 cuentan con una nueva miembro, Miru Takayama. 
El grupo también es conocido como ES CONNEXION, TWO-MIX, Takayama Miru with TWO-MIX, M★TWO -MinaMiru-, TWO∞MIX, II MIX⊿DELTA. 

## Historia
Minami y Shiina se conocieron a principios de los 90. Minami estaba con el grupo indie RE-X, y conoció a Nagano a través de un amigo. Minami realizó un álbum en solitario en 1992, titulado "Endless Communication", en el cual colaboró Nagano. Formaron un grupo llamado Es Connexion y sacaron un disco. En 1995, ellos formaron TWO-MIX, grupo caracterizado por su pop electrónico acelerado. 
Como curiosidad realizaron un cameo en la serie Detective Conan, en los cuales la banda era secuestrada y Conan debía rescatarlos. Además en ese episodio cantaron un tema en vivo, break (episodios 80 y 81). De igual manera, varios de sus sencillos se usaron para el anime New Mobile Report: Gundam Wing (1995-1996), entre ellos se encuentran Just Communication y Rhythm Emotion como temas de apertura, además de White Reflection y Last Impression, los cuales formaron parte de la película Gundam Wing Endless Waltz
En el año 1999 un nuevo miembro se agregó al grupo: Miru Takayama (高山美瑠), una joven de 19 años, prima de Minami, quien también ejerce de vocalista. 
Además, Miru ha realizado su primer álbum: Single & Single. 
En el 2007, Takayama y Nagano fueron unidos por Joe Rinoie como cantante adicional y compositor, cambiando el nombre del grupo a || MIXDELTA. Delta es el símbolo matemático que significa el cambio.

## Componentes
Minami Takayama (高山みなみ) nació el 5 de mayo de 1964 en Tokio. Dentro del grupo, es la encargada de componer las canciones, además de ser la vocalista. 
Es también una aclamada seiyû. Se casó con Gosho Aoyama en 2005. Su nombre real es Arai Izumi (新井泉). Cuando se casó su nombre pasó a ser Izumi Aoyama. En 2007 se divorció del creador de manga Detective Conan en el cual hace la voz del niño detective.
Shiina Nagano (永野椎菜) nació el 11 de noviembre de 1965. Shiina asegura que él tiene 20 años eternos.
Su nombre real es Yoshiki Makino.
Nagano se encarga de hacer los arreglos, usar el teclado y escribir la letra de las canciones.
Miru Takayama (高山美瑠) nació el 16 de febrero de 1981 en Tokio. Mide 157 cm. Es la prima de Minami, quien le ofreció ayuda en 1999 para empezar su carrera como cantante. Con su ingreso en el grupo, pasaron a llamarse Takayama Miru with TWO-MIX y realizaron varios singles donde Minami y Miru eran las vocalistas. El estilo que caracterizaba a TWO-MIX no cambió con la llegada de Miru, y se mantuvo en su línea de j-pop electrónico.

## Discografía
- BPM 132 - 1995
- BPM 143 - 1996
- BPM 150MAX - 1996
- TWO->RE(MIX) - 1996
- BPM Best Files - 1997
- BPM Dance - 1997
- Fantastix - 1997
- Baroque Best - 1998
- Dream Tactix - 1998
- Fantastix II - 1998
- Super Best Files 1995~1998 - 1998
- Rhythm Formula - 1999
- Vision Formula - 1999
- BPM Cube - 2000
- 0G - 2001
- 20010101 - 2001
- BPM Dance II - 2001
- 7th Anniversary Best - 2002
- Categorhythm - 2002
- || MIX⊿DELTA - DELTA ONE - 2005
- || MIX⊿DELTA - DELTA TWO -UNIVERSE- - 2006
- BPM 151 tactix - 2008

## Sencillos
- Just Communication - 1995
- Rhythm Emotion - 1995
- Love Revolution - 1996
- Rhythm Generation - 1996
- T-R-Y -Return to Yourself- 1996
- Living Daylights - 1997
- Summer Planet No. 1 - 1997
- True Navigation - 1997
- White Reflection - 1997
- Beat of Destiny - 1998
- Last Impression -1998
- Time Distortion - 1998
- Truth ~A Great Detective of Love~ -1998
- Body Makes Stream -1999
- Maximum Wave -1999
- Side Formula -1999
- Naked Dance -2000
- Gravity Zero -2001
- Before The Ignition -2003
- || MIX⊿DELTA - Toki o Koete - 2007
- || MIX⊿DELTA - A Runner at Daybreak - 2007

## Bandas sonoras originales
- Kiss Dum -ENGAGE planet - 2007